# Where Is The Line
«Where Is the Line?» es el cuarto y último sencillo del disco Medúlla de Björk.

## Acerca de la canción
La canción fue escrita por Björk y producida por Mark Bell y ella misma. Según Björk, la canción está dirigida a una joven egoísta y en la que no se puede confiar, y confiesa que se refiere a alguien de su familia.

## Videoclip
El videoclip fue dirigido por Gabríela Friðriksdóttir y está basado en un cuento folclórico islandés. Björk con un traje en forma de arbusto en medio de un granero lleno de heno, da a luz a una persona convulsionada llena de un barniz muy conseguido que representa el vérnix caseoso. Después de una serie de explosiones, aparecen unas criaturas del heno que se amontonan alrededor de Björk y que la cubren y la hunden en el suelo hasta que desaparece.
- Datos: Q2360717